# Distoleon languidus
Distoleon languidus är en insektsart som först beskrevs av Navás 1931.  Distoleon languidus ingår i släktet Distoleon och familjen myrlejonsländor. Inga underarter finns listade i Catalogue of Life.